# Il secondo diluvio
Il secondo diluvio (Le Second Déluge) est une pièce de théâtre de Beniamino Joppolo, écrite en 1946.

## Personnages
La femme – L'homme – Le septième fils – Le sixième fils – Le quatrième fils – La cinquième fille – La seconde fille – Le premier fils – Le troisième fils –  L'ouvrier du gaz – La jeune femme – Les enfants – Les hommes jaunes effilés – Les hommes sérieux et fatals –  Les hommes désinvoltes – Des enfants en pleurs et implorants et des femmes et des vieux décrépits et terrorisés – Les êtres émaciés – Le jeune homme

## Résumé
Tre atti [Trois actes]
Atto primo [acte premier]
Dans une grande ferme rustique, remplie d'objets. Tout est sec, la plaine est désolée. Une femme, à l'âge indéterminé, est assise sur une charrette. Elle a l'air préoccupé. L'homme la voit, et s'avance vers elle pour lui parler. La mort les entoure. Un cercle d'air, inexorable, brillant comme le métal, limite leur espace de vie. Ils sont les seuls survivants d'une mort totale. Le temps, le sol, le soleil, la nature, tout est mort.  La fatalité les assaille. Ils se considèrent comme les nouveaux Adame et Eve et décident de repeupler. D'abord poussés par un sentiment de pitié, ils se laissent finalement envahir par le désir de transmutation. La femme, en mère-nature, accepte son générateur. Ensemble, malgré la mort qui les encercle, tentent de recueillir en eux la vie. Un mariage a lieu. Peu à peu, les sentiments se développent et la dureté des rapports s'efface. La mort elle-même est mort par sa totalité. L'Amour devient le tout à revivre, à réengendrer. Le cercle leur parle, et leur demande pourquoi ils veulent fuir à l'espace de vie et de silence éternel. La femme donne vie aux paroles du cercle. L'homme parle pour eux deux. Exaspérés contre l’inéluctabilité de ce cercle de mort, ils décident joyeusement de donner vie à des êtres de mort, à des monstres, qui transporteront leur haine pour la mort de la mort. 
Atto secondo [Acte second]
L'homme et la femme sont assis. Ils ont l'air paisible et semblent avoir accompli leur mission. Vingt ans ont passé. Sept enfants sont nés de leur union. La nature aussi revit. Le monde disparu n'est plus qu'un souvenir éteint. Les sept enfants apparaissent tour à tour, et présentent l'environnement dans lequel ils évoluent : les montagnes, les fleurs, la faune, les prairies, les machines. Un rite est organisé, et chacun apporte sa contribution au feu rédempteur en mémoire des disparus. Le rituel créateur est répété tous les soirs. La femme explique son adéquation avec mère-nature. Les enfants s'absentent une semaine, puis reviennent. Ils expliquent comment l'ennui de la contemplation les a amenés à faire preuve de violence contre la vie végétale, élémentale, animal. Les enfants semblent aussi avoir expérimenté pleinement les sensations au vu de leur découvertes de couleurs, de parfums, de matières, de sons. Seule la cinquième fille refuse de raconter son voyage. Un nouveau rite a lieu, et tous dansent et boivent autour du feu. Les enfants repartent à nouveau, puis reviennent. La cinquième fille manque à l'appel. De nouvelles découvertes entraînent les enfants dans une hystérie bienveillante au cours de laquelle ils organisent joyeusement leurs prochaines expéditions. Soudain, les parents montrent une colère noire, reprise par leur progéniture. Ils exposent leurs réalisation maléfiques. La mort, la torture, le poison sont leurs nouveaux trophées, sous le regard satisfait des parents. Leurs rapports font montre d'agressivité et de férocité sans pitié. Enfin, ils expriment d'une même voix : mais que sommes nous alors ?
Atto terzo [acte troisième]
Dans un grand bureau extrêmement ordonné, un homme sans âge fume. Une femme fait son entrée. Ils discutent d'un air faussement inquiet mais clairement ennuyé. L'ouvrier répare une fuite de gaz. L'homme et la femme, qui affirment leur pessimisme sur le genre humain, pressentent l'avènement d'une nouvelle fin du monde. Une jeune femme, joyeuse et audacieuse, puante et pourtant désinvolte, intervient, et leur souhaite la bienvenue dans l'immeuble. Les enfants criards de la jeune femme dérangent la discussion. Les enfants de l'homme et de la femme interrompent la discussion et annonce l'apocalypse. La guerre vient d'éclater. Le second déluge, d'après l'homme, aura lieu au bout de la centième année de conflit. La circularité belliqueuse de l'humanité est résumée par l'homme et la femme : révolutions, trêve de travail et de paix et affrontement de blocs s'alternent sans fin. Alors qu'ils précisent également les différentes sortent de comportement dans la guerre et de souffrance infligée ou supportée (alors que passent successivement sur scène les hommes jaunes et effilés, les hommes sérieux et fatals, les désinvoltes, puis le groupe de femmes, vieux et enfants, et enfin les émaciés, correspondant respectivement aux délateurs assassins et fascistes, aux collectivistes, aux individualistes, aux trucidés et aux fous affamés ou fusillés), et l'avènement non résolu d'une opposition entre communistes et libéraux, l'air et l'eau se resserrent et créent un anneau géant. Tout est fini, tout est mort, à nouveau. L'homme et la femme, considérés comme éternels, sont décédés. Un jeune homme, rescapé, entre. Il retrouve la jeune femme. Ils s'effondrent et pleurent, effondrés l'un dans les bras de l'autre, sans aucune émotion. 

## Année de parution
- Teatro (volume secondo), Marina di Patti, Editrice Pungitopo, 2007.

## Mots clés
Déluge, mort, cercle, guerre, bible, apocalypse, fin du monde, genèse, fascisme, théâtre dans le théâtre, nature, éléments.